# Basa-Gurmana jezik
Basa-Gurmana jezik (ISO 639-3: buj), benue-kongoanski jezik uže skupine kainji kojim govori oko 2 000 ljudi (Blench 1987) u nigerijskoj državi Niger u graničnom području lokalnih samouprava Rafi i Chanchaga.
Jedan je od četiri jezika podskupine basa, ostala tri su basa [bzw], basa-gumna [bsl] i bassa-kontagora [bsr]

## Vanjske poveznice
- Ethnologue (14th)
- Ethnologue (15th)